# Ardenner express
Ardenner express és un diari publicat a Luxemburg propietat del grup empresarial Saint-Paul Luxembourg. El seu director és Sully Prud'homme. La seu és al número 2 del carrer de Christophe Plantin, de la ciutat de Luxemburg.